# Ciudad del Plata
Ciudad del Plata è una città dell'Uruguay, situata nel Dipartimento di San José.

## Storia
La zona che oggi prende il nome di Ciudad del Plata era comunemente conosciuta come Rincón de la Bolsa. Era un insieme di frazioni indipendenti che, con l'espansione della città di Montevideo verso ovest, lungo l'asse della Ruta 1, si unirono formando un centro abitato unico che include un gran numero di industrie. 
Con la approvazione della legge nº 18.052 del 25 ottobre del 2006, l'insieme di frazioni fu dichiarato città e chiamato Ciudad del Plata. In questo modo le suddette frazioni diventarono i quartieri della città.